# Carrea
Carrea es un lugar y una parroquia del concejo asturiano de Teverga, en España.
En sus 7 km² habitan un total de 50 personas (INE 2006) repartidas entre las poblaciones de Carrea y Sobrevilla (Sorvilla en asturiano).
El lugar de Carrea, en el que viven 27 personas, se encuentra a 5 km de La Plaza, la capital del concejo. Situado en las faldas de la Peña Sobia, se halla a unos 700 metros de altitud sobre el nivel del mar. Está dividido en cinco barrios: La Calecha, Llaveseo, La Quintana, Carrozal y Orillero. 
En las cercanías de Carrea se encuentra el santuario de la Virgen del Cébrano, patrona del concejo. Cada 15 de agosto se celebra una gran fiesta en su honor. 
Carrea se encuentra situada en la Peña Sobia, una de las mayores alturas del concejo. En su parte superior podemos encontrar un pequeño lago y unas praderas en las que todavía se pueden encontrar algunas cabañas de pastores.
- Datos: Q11680552
- Multimedia: Carrea, Teverga / Q11680552

1. ↑  Worldpostalcodes.org, código postal n.º 33111.